# Domino’s Pizza
Domino’s Pizza — американская компания, работающая в сфере общественного питания. Управляет крупнейшей в мире сетью пиццерий (по обороту; по количеству ресторанов уступает «Пицца Хат»).
Сеть, представленная в 90 странах мира и включающая 20 590 ресторанов, продаёт более 3 млн пицц в сутки.
В США компании принадлежит 288 ресторанов, остальные работают по франчайзингу.

## История
В 1960 году Том Монаган и его брат Джеймс приобрели маленькую пиццерию DomiNick’s Pizza в городе Ипсиланти (США). Братья выплатили залог в размере 75 долларов и взяли взаймы 500 долларов для выплаты дальнейших расходов. Восемь месяцев спустя Джеймс прекратил партнёрство и продал свою половину бизнеса Тому за использование «Фольксвагена Жук». Такой же автомобиль сейчас стоит перед главным входом в Dominos World Resource Center в Анн-Арборе. Поскольку купленная пиццерия была очень маленькая, наращивать объёмы продаж можно было только за счёт доставки клиентам, что продолжает быть основной формой работы компании. Также пришлось до минимума сократить ассортимент — только пиццы двух размеров. В 1965 году предприятие было зарегистрировано под названием Domino’s Pizza, через два года появилась первая пиццерия, работающая на условиях франчайзинга (также в Ипсиланти). В 1968 году пожар уничтожил штаб-квартиру компании. Несмотря на многочисленные проблемы в последующие годы, включая судебный процесс в 1975 году с Amstar Corporation за право использовать слово Domino в названии торговой марки, Domino’s Pizza продолжила развитие, и в 1978 году открылся 200-й филиал компании.
С 1973 года компания гарантировала, что клиенты получат пиццу в течение 30 минут после заказа, или, в противном случае, они получат её на полдоллара дешевле. К 1989 году по вине водителей Domino’s Pizza более 20 человек погибло в ДТП. После того, как в 1993 году по иску одной из жертв компании пришлось заплатить $78 млн, от такой гарантии отказались.
В 1980-х годах начался период быстрого роста Domino’s Pizza, в течение десятилетия в среднем открывалось по 500 пиццерий в год. В 1983 году был открыт первый зарубежный филиал в Виннипеге (провинция Манитоба, Канада). В январе 1989 года была открыта 5000-я пиццерия, компания была представлена в таких странах, как Великобритания, ФРГ, Япония, Испания, Колумбия, Мексика, Панама, Гондурас и Коста-Рика. В 1989 году Монаган покинул компанию, но в 1991 году ему пришлось вернуться, поскольку рост Domino’s Pizza резко замедлился. Понадобились такие меры, как обновление руководства, закрытие неприбыльных пиццерий, перевод пиццерий на франчайзинг, урезание спонсорских контрактов и расширение меню.
В 1998 году Монаган продал свой бизнес почти за $1 млрд, сохранив при этом 27 % акций в компании. Покупателем стала бостонская инвестиционная компания Bain Capital (родственная консультационной компании Bain & Company). В июле 2004 года компания стала публичной, разместив свои акции на Нью-Йоркской фондовой бирже
Пиццерия в ирландском городе Талла стала первой в истории Domino’s Pizza, заработавшей $3 млн (2,35 миллиона евро) за год.
С 1998 по 2008 год компания финансировала мультсериал «Симпсоны», транслируемый на канале Sky1.

## Собственники и руководство
Крупнейшие акционеры:
- Vanguard Fiduciary Trust Co. — 11,75 %;
- BlackRock Advisors LLC — 7,76 %;
- T. Rowe Price Investment Management, Inc. — 7,06 %;
- Principal Global Investors LLC — 4,71 %;
- State Street Corporation — 4,26 %
- Geode Capital Management LLC — 2,59 %.

Дэвид Брэндон (David A. Brandon, род. 15 мая 1952 года) — председатель совета директоров с 1999 года, до 2010 года также был CEO. С 2015 года был председателем совета директоров компании Toys "R" Us, обанкротившейся в 2018 году.
Рассел Вайнер (Russell J. Weiner) — главный исполнительный директор с мая 2022 года, в компании с 2008 года, ранее работал в PepsiCo.

## Деятельность
Основным рынком для компании являются США. Общий объём рынка ресторанов быстрого обслуживания в США на 2023 год составлял около $300 млрд, из них $41,3 млрд приходилось на пиццерии. Сегмент пиццы подразделяется на обслуживание в пиццериях, пиццы на вынос и доставки. По доставке компания является лидером в США, по обслуживанию на вынос входит в первую тройку. Основными конкурентами в США являются Pizza Hut, Papa John’s и Little Caesars Pizza, на международной арене — Pizza Hut и Papa John’s. На 2023 год в компании работало 11 200 сотрудников, 320 тысяч в целом в системе Domino’s. Общая выручка системы Domino’s составила $18,3 млрд, из неё половина пришлась на США.
Основные подразделения (данные на 2023 год):
- Рестораны в США — 288 собственных ресторанов в США (в 2004 году их было 580) и 6566 работающих по франчайзингу; всего в США работает 735 независимых франчайзи Domino’s Pizza, крупнейшему из них принадлежит 179 пиццерий; стандартный договор предусматривает право использовать торговую марку Domino’s в обмен разовый платёж в $25 тысяч, роялти 5,5 % от выручки, ещё 6 % выручки должно быть израсходовано на рекламу; заключается на 10 лет с правом продления ещё на 10 лет; это подразделение приносит 32 % выручки компании.
- Международный франчайзинг — получение роялти от 13 737 пиццерий, работающих в 90 странах мира; это подразделение приносит 7 % выручки; наибольшее число пиццерий Domino’s в Индии (1916), Великобритании (1254), Японии (1015), Мексике (894), Китае (771), Австралии (747), Турции (689), Канаде (605), Франции (489), Республике Корея (480); на зарубежных рынках Domino’s Pizza работает через крупных мастер-франчайзи, которые либо сами управляют сетями пиццерий, либо занимаются суб-франчайзингом; роялти в среднем составляет 3 % от выручки.
- Снабжение — обеспечение тестом, овощами и другими полуфабрикатами, а также оборудованием пиццерий Domino’s в США и Канаде; на это подразделение приходится 61 % выручки компании; 22 производственных центра находятся в США и 5 в Канаде.

|                     | 2004…   | 2009   | 2010   | 2011   | 2012   | 2013   | 2014   | 2015   | 2016   | 2017   | 2018   | 2019   | 2020   | 2021   | 2022   | 2023   |
| ------------------- | ------- | ------ | ------ | ------ | ------ | ------ | ------ | ------ | ------ | ------ | ------ | ------ | ------ | ------ | ------ | ------ |
| Оборот              | 1,447…  | 1,404  | 1,571  | 1,652  | 1,678  | 1,802  | 1,994  | 2,217  | 2,473  | 2,788  | 3,433  | 3,619  | 4,117  | 4,357  | 4,537  | 4,479  |
| Чистая прибыль      | 0,062…  | 0,080  | 0,088  | 0,105  | 0,112  | 0,143  | 0,163  | 0,193  | 0,215  | 0,278  | 0,362  | 0,401  | 0,491  | 0,510  | 0,452  | 0,519  |
| Активы              | 0,447…  | 0,454  | 0,461  | 0,481  | 0,478  | 0,525  | 0,596  | 0,800  | 0,716  | 0,837  | 0,907  | 1,382  | 1,567  | 1,672  | 1,602  | 1,675  |
| Собственный капитал | -0,550… | -1,321 | -1,211 | -1,210 | -1,336 | -1,290 | -1,220 | -1,800 | -1,883 | -2,735 | -3,040 | -3,416 | -3,300 | -4,210 | -4,189 | -4,070 |
| Ресторанов, тысяч   | 7,757…  | 8,999  | 9,351  | 9,742  | 10,26  | 10,89  | 11,63  | 12,53  | 13,81  | 14,86  | 15,91  | 17,02  | 17,64  | 18,85  | 19,88  | 20,59  |

## Крупнейшие франчайзи
Domino's Pizza Enterprises — базирующийся в Австралии мастер-франчайзи, его сеть включает 3840 пиццерий в Австралии, Новой Зеландии, Японии, Бельгии, Франции, Нидерландах и Германии; оборот составляет A$1,4 млрд, рыночная капитализация на Австралийской фондовой бирже A$4,1 млрд.
Domino's Pizza Group — базирующийся в Великобритании мастер-франчайзи, управляющий сетью из более 1000 пиццерий, из них 950 в Великобритании, 40 в Ирландии, 10 в Швейцарии, а также в Люксембурге и Лихтенштейне; оборот £534 млн (£1,26 млрд с учётом суб-франчайзинга), рыночная капитализация на Лондонской фондовой бирже (DOM.L) £1,18 млрд.
Jubilant FoodWorks — мастер-франчайзи в Индии, его сеть охватывает 1400 пиццерий в Индии, Шри-Ланке, Бангладеш и Непале; также компания управляет сетью из 70 кофеен Dunkin’ Donuts; оборот 35,6 млрд рупий ($500 млн).
DP Eurasia NV — зарегистрированный в Нидерландах, но базирующийся в Турции мастер-франчайзи, управляющий сетью из 570 пиццерий в Турции, России, Азербайджане и Грузии; оборот 900 млн лир ($180 млн), рыночная капитализация на Лондонской фондовой бирже £117 млн.
Alsea — мексиканская компания, владеет франшизами Domino’s Pizza в Мексике, Испании и нескольких странах Южной Америки.
DPC Dash Ltd. — мастер-франчайзи на рынке КНР.
Сеть пиццерий Domino’s в Италии начала работу в 2015 году, по франчайзинговому соглашению с местной компанией ePizza, и закрылась в 2022 году

## Domino’s Pizza в России
Первая пиццерия Domino’s Pizza в России открылась в 1998 году в Москве на улице Бауманская.
DP Eurasia N.V., мастер-франчайзи Domino’s Pizza в Турции, России, Азербайджане и Грузии, в июле 2017 года вышел на Лондонскую биржу (LSE: DPEU). С 2016 года он начал предлагать договора суб-франчайзинга. 3 сентября 2016 года был открыт первый франчайзинговый ресторан по адресу улица Маршала Катукова, дом 10.
На 31 декабря 2018 года компания имела 179 ресторанов в России, 78 из которых работали по франчайзингу, а 101 являлся собственным. Продажи Domino’s Pizza Russia за 2018 год по сравнению с 2017 годом увеличились на 49 % с 3304,2 млн рублей до 4913,7 млн рублей. Онлайн-продажи возросли на 74 % с 1458,2 млн рублей в 2017 году до 2537,7 млн рублей в 2018 году.
В августе 2023 года DP Eurasia N.V. подала заявление о банкротстве своего российского филиала, который на то время насчитывал 142 пиццерии.
30 августа 2023 года Тимати вместе с Антоном Пинским объявили о том, что приобрели все активы. Название сети было изменено на Domиno Pizza.

## Domino’s Pizza в странах СНГ
В 2010 году открыт ресторан на Украине, в историческом центре Киева, на Подоле. В 2014 году ресторан был открыт в Азербайджане. В Белоруссии ресторан сети был открыт в 2015 году. В 2024 году открыт первый ресторан в Узбекистане.

## Дочерние компании
Основные дочерние компании на конец 2018 года:
- Domino’s Pizza LLC (Мичиган)
- Domino’s IP Holder LLC (Делавэр)
- Domino’s National Advertising Fund Inc. (Мичиган)
- Domino’s Pizza Master Issuer LLC (Делавэр)
- Domino’s Pizza Distribution LLC (Делавэр)
- Domino’s Pizza Franchising LLC (Делавэр)
- Domino’s Pizza International Franchising Inc. (Делавэр)
- Domino’s Pizza RE LLC (Делавэр)